# Tetela
Die Tetela (auch Batetela, Otetela, Sungu) sind eine Ethnie aus der Provinz Kasaï-Oriental in der Demokratischen Republik Kongo. Sie sprechen Lomongo. Traditionell leben sie vom Fischfang sowie vom Anbau von Maniok, Bananen und Kolanüssen. Ab 1800 kamen sie unter arabischen Einfluss. Ab den 1860er Jahren bis zu den 1890er Jahren wurden die Tetela von Tippu-Tip regiert, danach fiel das Gebiet dem Kongo-Freistaat zu.
Die Tetela stellten eine Teil der Soldaten für die Force Publique. Am 4. Juli 1895 meuterten die Truppen, viele von ihnen Tetela, in Kananga wegen schlechten Essens und ausstehenden Soldes. Die Aufständischen wurden im darauffolgenden Jahr besiegt. Am 14. Februar 1897 meuterten die Tetala, die Francis Dhanis in einem Feldzug zur Lado-Enklave geführt hat. Die Aufständischen töteten einige weiße Offiziere und besiegten darauf einige reguläre Bataillone der Force Publique. Ihre Erfolge führten zu zahlreiche Fahnenflüchtigen in den Reihen der Force Publique. Erst 1901 hatte der Kongo-Freistaat die Lage unter Kontrolle.
Ein Teil der Tetela, die Kusu, nahm die arabische Kultur auf. Anfang des 20. Jahrhunderts siedelte die belgische Verwaltung in Belgisch-Kongo die Kusu in die Kivu-Provinz und Tetela in die Kasaï-Provinz um.
Der bekannteste Tetela ist Patrice Lumumba, der erste Premierminister des unabhängigen Kongo.